# 延岡信用金庫
延岡信用金庫（のべおかしんようきんこ）は、宮崎県延岡市南町に本店を置く信用金庫。
社是は、「地域金融機関として、地域の繁栄に奉仕し、地域のすべての人々から信頼され、親しまれる信頼金庫にする。」

## 営業地区・店舗網
延岡市のほか、日向市、東臼杵郡、西臼杵郡も営業地区としているが、本店・支店及び店外ATMは延岡市にしかない。

## 沿革
- 1923年（大正12年）10月 産業組合法により有限責任延岡信用組合として設立。
- 1934年（昭和9年）3月6日 延岡市制施行により市街信用組合法による延岡信用組合に変更。
- 1951年（昭和26年）5月29日　南延岡支店開設
- 1951年（昭和26年）11月13日 信用金庫法施行により、延岡信用金庫に組織変更する。
- 1960年（昭和35年）5月24日　駅前支店開設
- 1963年（昭和38年）9月2日　安賀多支店開設
- 1975年（昭和50年）3月5日　一ヶ岡出張所
- 1995年（平成7年）11月　西階支店開設
- 1996年（平成8年）10月　北支店開設
- 2002年（平成14年）3月　出北支店開設